# Вятская мужская гимназия
Вя́тская мужская гимназия — всесословное среднее учебное заведение, открытое в Вятке в 1811 году.

## История
Вятская гимназия была открыта 21 ноября 1811 года в составе трёх классов: приготовительного, первого и второго; всего — 39 учеников.
Для гимназии казной был приобретён кирпичный дом купца Масленникова на Царёвской улице (ныне ул. Свободы), в котором гимназия располагалась до 1815 года; 21 ноября 1815 года старое здание гимназии было обменено (с доплатой в 11 200 руб.) на здание купца Аршаулова на Спасской улице. Гимназия размещалась здесь до апреля 1840 года, когда гимназический дом вновь был куплен тем же Василием Аршауловым. Закладка нового здания состоялась 11 (24) мая 1904 года; торжественный акт передачи трёхэтажного здания, рассчитанного на 70—100 учеников, состоялся 11 мая 1907 года.
В первый год в гимназии было 39 учеников в составе трёх классов: в приготовительном — 9, в первом — 18, во втором — 12 учеников.
Годовая плата за обучение в разные годы составляла: в 1838 — 10 руб., 1863 — 12 руб., 1864 — 15 руб., 1873 — 20 руб., 1874 — 25 руб., 1875 — 35 руб., 1888 — 40 руб., 1905 — 46 руб., 1909 — 55 руб.
В 1918 году гимназия была преобразована в единую трудовую школу 2-й ступени.

## Директора гимназии
Первым директором гимназии был назначен Тимофей Титович Рапинов, который уже через полгода, 9 февраля 1812 года, вышел в отставку и в 1812—1819 годах директором гимназии был Иван Вильгельмович (Виллимович) Глейниг.
В 1820—1835 годах директором был учитель словесности и латинского языка Фёдор Яковлевич Попов, который в 1830 году получил в награду за службу высочайший подарок — бриллиантовый перстень с аметистом.
В 1835—1846 годах директором был М. В. Полиновский.
Следующий директор, отличившийся неумеренной строгостью, — Пётр Гаврилович Скорняков приехал в Вятку в 1846 году уже совершенно больным и в 1848 году умер.
И Николай Степанович Дмитриевский также был болен и был директором лишь два года: 1848—1850. Фактически его обязанности выполнял Николай Николаевич Позняков, который был официально назначен директором Вятской гимназии 12 марта 1850 года и занимал должность до 1856 года.
В 1856 году директором гимназии стал её бывший выпускник Иван Михайлович Глебов. При нём, как указывалось в отчёте за 1857 год, гимназии было дано право направлять лучших выпускников в Казанский университет без вступительных экзаменов, а в самом Казанском университете была учреждена Ломоносовская стипендия для студента — одного из воспитанников Вятской гимназии.
С декабря 1866 года по 1 марта 1877 года, директором гимназии был Эдуард Егорович (Георгиевич) Фишер.
В 1877—1879 годах директором был Фёдор Михайлович Керенский.
Директором в 1879—1888 годах был Николай Фёдорович Свешников, ранее уже работавший в Вятской гимназии в должности инспектора.
Также инспектором гимназии (в 1869—1877 гг.) был следующий директор, Сергей Андреевич Нурминский — он руководил гимназией на протяжении 1888—1903 годов.
В 1903—1906 годах директор гимназии — Александр Иванович Павлов, в 1906—1918 годах — Сергей Адрианович Богатырёв.

## Преподаватели гимназии
При открытии гимназии, в 1811 году, в неё был назначен преподавателем истории и географии В. Я. Баженов, который до отъезда в Казань, с февраля 1819 года исправлял должность директора гимназии.
Тридцать восемь лет (1843—1881) был в гимназии учителем физики и математики выпускник Казанского университета, Василий Петрович Хватунов.
Тридцать лет (1848—1878) преподавал в Вятской мужской гимназии латинский язык Алексей Ильич Редников (1824—1885) — его воспитанники считались «первыми латинистами» в Казанском учебном округе.
Николай Осипович Шиманский с 1849 года преподавал законоведение, в 1863—1874 годах был инспектором гимназии, в 1875—1877 преподавал географию.
С 1910 года в гимназии была введена сокольская гимнастика, которую преподавал рекомендованный начальником чешского сокольского общества в Праге Ян Венцеслав Штангль.

## Известные выпускники
- Иван Глебов (вып. 1830)
- Евлампий Огородников (вып. 1833)
- Матвей Гусев
- Виктор Варенцов (вып. 1841; золотая медаль)
- Павел Халтурин (вып. 1843) — брат Степана Халтурина
- Пётр Соломин (вып. 1857)
- Алексей Шулятиков (вып. 1867)
- Владимир Бехтерев (вып. 1873)
- Михаил Курлов (вып. 1878)
- Александр Спицын (вып. 1878)
- Николай Буш
- Николай Рудницкий
- Авксентий Пуни (вып. 1914)
- Александр Бакулев
- Евгений Чарушин (вып. 1918)

В 1870—1873 годах в Вятской гимназии учился К. Э. Циолковский.